# Championnat du Mali de football 2010
Navigation
Saison précédente Saison suivante
La saison 2010 du Championnat du Mali de football était la 43e édition de la première division malienne à poule unique, la Première Division. Les quatorze meilleurs clubs maliens sont regroupés au sein d'une poule unique où ils s'affrontent deux fois, à domicile et à l'extérieur. Les deux derniers du classement sont relégués en fin de saison et remplacés par les deux meilleurs clubs de Deuxième division.
C'est le Stade malien qui remporte à nouveau la compétition après avoir terminé en tête du classement final, avec deux points d'avance sur le Djoliba AC et quinze sur le Centre Salif Keita. C'est le seizième titre de champion du Mali de l'histoire du club.

## Les clubs participants
| - Djoliba AC - AS Real Bamako - Cercle olympique de Bamako - USFAS Bamako - Centre Salif Keita - Onze créateurs de Niaréla - AS Korofina | - Stade malien - CS Duguwolofila - Jeanne d'Arc FC - Stade malien de Sikasso - AS Bakaridjan - AS Sigui Kayes - Promu de Deuxième division - AS Police Bamako - Promu de Deuxième division |

## Compétition

### Classement
Le barème de points servant à établir le classement se décompose ainsi :
- Victoire : 3 points
- Match nul : 1 point
- Défaite : 0 point

| Rang | Équipe                     | Pts | J  | G  | N | P  | Bp | Bc | Diff |
| ---- | -------------------------- | --- | -- | -- | - | -- | -- | -- | ---- |
| 1    | Stade malien               | 61  | 26 | 20 | 1 | 5  | 48 | 17 | +31  |
| 2    | Djoliba AC                 | 59  | 26 | 17 | 8 | 1  | 34 | 9  | +25  |
| 3    | Centre Salif Keita         | 46  | 26 | 14 | 4 | 8  | 31 | 21 | +10  |
| 4    | Cercle olympique de Bamako | 39  | 26 | 12 | 3 | 11 | 33 | 29 | +4   |
| 5    | Jeanne d'Arc FC            | 37  | 26 | 11 | 4 | 11 | 32 | 29 | +3   |
| 6    | AS Real BamakoC            | 35  | 26 | 8  | 1 | 7  | 28 | 23 | +5   |
| 7    | AS Police BamakoP          | 32  | 26 | 8  | 8 | 10 | 23 | 34 | -11  |
| 8    | AS Korofina                | 31  | 26 | 8  | 7 | 11 | 24 | 26 | -2   |
| 9    | Onze créateurs de Niaréla  | 28  | 26 | 8  | 4 | 14 | 31 | 40 | -9   |
| 10   | CS Duguwolofila            | 28  | 26 | 7  | 8 | 12 | 20 | 30 | -10  |
| 11   | USFAS Bamako               | 27  | 26 | 6  | 9 | 11 | 21 | 31 | -10  |
| 12   | AS Bakaridjan              | 25  | 26 | 6  | 7 | 13 | 25 | 31 | -6   |
| 13   | AS Sigui KayesP            | 21  | 26 | 5  | 6 | 15 | 19 | 45 | -26  |
| 14   | Stade malien de Sikasso    | 20  | 26 | 5  | 5 | 16 | 21 | 45 | -24  |

|  | Qualification pour la Ligue des champions de la CAF 2011                             |
|  | Qualification pour la Coupe de la confédération 2011                                 |
|  | Relégation en Deuxième division                                                      |
|  | T : Tenant du titre C : Vainqueur de la Coupe du Mali P : Promu de Deuxième division |

## Bilan de la saison
| Championnat du Mali de football 2010 |                          |
| Champion                             | Stade malien (16e titre) |
| Coupes et trophées                   |                          |
| Vainqueur de la Coupe du Mali 2010   | AS Real Bamako           |
| Qualifications continentales         |                          |
| Ligue des champions de la CAF 2011   | Stade malien             |
| Ligue des champions de la CAF 2011   | Djoliba AC               |
| Coupe de la confédération 2011       | Centre Salif Keita       |
| Coupe de la confédération 2011       | AS Real Bamako           |
| Promotions et relégations            |                          |
| Promus en Division 1                 | AS Bamako                |
| Promus en Division 1                 | CAS Sévaré               |
| Relégués en Division 2               | AS Sigui Kayes           |
| Relégués en Division 2               | Stade malien de Sikasso  |